# إسحاق جونسون (لاعب كريكت)
إسحاق جونسون (1808 - )  (بالإنجليزية: Isaac Johnson)‏ هو لاعب كريكت بريطاني.